# SETNet
| SETNet |
| --- |
| |
| Prvobitni logo je bio urađen tehnikom ASCII art:. Аутор логоа је Предраг Супуровић \ / O -- O \ / \| \| \ / O - O -- O - O \| \| \| \| O - O -- O - O / \ \| \| / \ O -- O / \ _____ _____ _____ ( ___)( ___)(_ _) ( (___ \| (__ \| \| (___ )\| __) \| \| ___) )\| (___ \| \| (_____)(_____) (_) South European Team FIDO Network |

SETNet (Jugoslovensko udruženje South European Team Network) je amaterska računarska mreža koja je povezivala BBS-ove iz Srbije, Makedonije, Bugarske i Republike Srpske. Bila je aktivna od 1992. do 1999. godine. Razvojem Interneta mreža je izgubila na značaju. Bilo je pokušaja njenog obnavljanja i modernizovanja, tako da mreža posltoji i danas, ali bez bitnije aktivnosti.

## Istorija
Sredinom i krajem 80-ih su počeli masovnije da se koriste lični računari na prostoru Jugoslavije. U toj računarskoj praistoriji, modem je bio prilično redak dodatak. Bum je nastao oko 1990. godine, u to vreme počinje ubrzani razvoj i računarstva i računarskih komunikacija. U Srbiji je bilo aktivno 20-ak BBS-ova. Internet nije postojao u ovakvom obliku, odnosno nije imao sadašnju najrasprostranjeniju komponentu - , a zbog sankcija je bio rezervisan za uski krug ljudi.

### 
 je kompjuterski sistem koji se sastoji od računara, modema i telefonske linije. Na sistemu radi program koji omogućava udaljenim korisnicima da se povežu i prijave na sistem korišćenjem terminal programa.
 (engl. SysOp, System Operator) je obično vlasnik sitema i stara se o njegovom održavanju. Većina sisopa je ovo radila kao hobi, koristili su svoju privatnu telefonsku liniju, pa je zato radno vreme BBS-ova obično bilo noću, od ponoći do jutra.
Retki su bili BBS-ovi (mahom firme) koji su imali poseban računar i telefonsku liniju namenjenu samo za BBS.
Prosečni BBS je preko sistema menija pružao usluge:
- prijem i slanje poruka, obično u više tema (konferencija),
- prijem i slanje fajlova
- ostale usluge, zavisno od opredeljenja, kao što su vesti, on-line igre, glasanje, razgovor sa sisopom...

### Umrežavanje
Bilo je jasno da su svi BBS-ovi manje-više isti, da imaju iste konferencije i dobrim delom iste korisnike. Bilo je logično sve to što je zajedničko povezati u jedan sistem i kao takvo ponuditi svim korisnicima. Maja 1992. su dva sisopa, Ivan Huter (Huter BBS, Beograd) i Predrag Supurović (Oreska BBS, Užice), došla na ideju da naprave BBS mrežu. Osnovna ideja je bila da se poveže što veći broj jugoslovenskih BBS-ova u jednu mrežu i da se korisnicima korišćenje mreže obezbedi potpuno besplatno.
Kasnije im se pridružio i Vlada Imperl (Imperl BBS), pa su njih trojica za godinu dana mukotrpnog rada uspeli da postignu zadovoljavajuće rezultate i da ispune tehničke norme za funkcionalnu mrežu. Uskoro su im se pridružili i drugi BBS-ovi iz Srbije, pa zatim i iz inostranstva.
Od velikog broja predloga, za ime mreže je prihvaćeno ime koje je predložio Attila Csipa (Prometheus BBS, Subotica).
Kako je vreme prolazilo, u SETNet-u je napredak bio sve očigledniji. Stekao je vodeću ulogu u popularizaciji računarskih komunikacija. Krasile su ga funkcionalnost, visoka pouzdanost i stabilnost celog sistema. Iako se proširila na četiri države (Jugoslavija, Makedonija, Bugarska i Republika Srpska) na oko 40 BBS-ova, sa ogromnim brojem korisnika i velikim brojem raznovrsnih konferencija, ova mreža je pokazala da je način njenog organizovanja bio sasvim svrsishodan.
SETNet je registrovan kao organizacija, čime je stvorio uslove da još direktnije i autoritativnije nastupa na polju popularizacije računarskih komunikacija.
SETNet je prvi amaterski računarski sistem koji je dobio dozvolu za povezivanje u YUInternet, domaću akademsku i profesionalnu računarsku mrežu. Razlog ovome je upravo pokazani kvalitet. SETNet se u YUInternet uključio potpuno ravnopravno, čineći oko 60% ukupnog prometa pošte u ovoj akademskoj mreži. Povezivanje se ostvarilo preko FON-a a razmena je išla preko BBS Infosys-a koji je u to vreme bio HUB za Beograd. Ono što je bitno znati je to da je time SETNet nudio prvi pravi Internet e-mail svojim korisnicima što je do tada bila privilegija profesionalnih mreža.
Pojavljivanje prvih sponzora pokazivalo je značaj koji je ostvario SETNet. Postavlja se i prvi host računar, koji ne radi kao BBS, već je isključivo namenjen razmeni pošte. Uskoro je postavljen i drugi takav računar. Nedugo zatim, Narodna Tehnika ustupa SETNet-u na korišćenje jednu celodnevnu telefonsku liniju.

## Organizacija
Adresiranje je vršeno po FidoNet standardu. Adresa čvora u mreži se sastoji od broja zone (za SETNet je to uvek 38), broja lokalne mreze i broja noda (rastući, prema redosledu priključivanja).
Pošta je između BBS-ova razmenjivana svakodnevno, obavezno u periodu 04-05h, a za lokalne mreže i češće, ako se ukaže potreba. Zbog efikasnije razmene, mreža je podeljena po geografskim zonama u lokalne mreže.
BBS-ovi u mreži po listi iz 1997. godine (nisu prikazani BBS-ovi iz Bugarske i Republike Srpske):
| Naziv   | SysOp               | Grad        | Država      | Telefon               | Vreme | Modem       | Adresa     |
| ------- | ------------------- | ----------- | ----------- | --------------------- | ----- | ----------- | ---------- |
|         | Vojislav Mihailović | Beograd     | Jugoslavija |                       | –     | 14.400      | 38:103/0   |
| Infosys | Aleksandar Ninković | Beograd     | Jugoslavija |                       |       | 14.400 v42b |            |
|         | Dragan Miljković    | Inđjija     | Jugoslavija |                       | –     | 16.800      | 38:111/0   |
|         | Predrag Supurović   | Užice       | Jugoslavija | 381-31-28276          | 23-14 | 16.800      | 38:101/101 |
|         | Ivan Huter          | Beograd     | Jugoslavija | 381-11-788189         | 22-07 | 14.400      | 38:103/102 |
|         | Ivan Miladinović    | Beograd     | Jugoslavija | 381-11-2354253        | 22-08 | 14.400      | 38:103/104 |
|         |                     | Subotica    | Jugoslavija | 381-24-546727         | 00-24 | 14.400      | 38:111/107 |
|         | Boris Gonev         | Veles       | Makedonija  | 389-93-26351          | 22-08 | 2.400       | 38:108/105 |
|         | Milan Gagovski      | Struga      | Makedonija  | 389-96-74074          | 00-24 | 14.400      | 38:108/108 |
|         | Igor Stanojević     | Novi Sad    | Jugoslavija | 381-21-715913         | 00-24 | 14.400      | 38:111/109 |
|         | Ivan Stamenković    | Beograd     | Jugoslavija | 381-11-404654         | 23-06 | 28.800      | 38:103/110 |
|         | Igor Vasiljević     | Zrenjanin   | Jugoslavija | 381-23-64572          | 22-06 | 14.400      | 38:111/111 |
|         | Dragan Miljković    | Inđija      | Jugoslavija | 381-22-53884          | 00-24 | 33.600      | 38:111/119 |
|         | Aleksandar Jević    | Beograd     | Jugoslavija |                       | –     | 14.400      | 38:103/121 |
|         | Dragan Ćosić        | Beograd     | Jugoslavija | 381-11-414312         | 00-24 | 19.200 HST     | 38:103/122 |
|         | Miomir Dančević     | Beograd     | Jugoslavija | 381-11-453643         | 23-08 | 14.400      | 38:103/124 |
|         | Sima Milovanović    | Beograd     | Jugoslavija | 381-11-609945         | 00-24 | 16.800      | 38:103/125 |
|         | Damir Čolak         | Beograd     | Jugoslavija | 381-11-163452         | 22-07 | 14.400      | 38:103/128 |
|         | Vojislav Mihailović | Beograd     | Jugoslavija | 381-11-3229148        | 00-24 | 14.400      | 38:103/133 |
|         | Ognjen Popović      | Beograd     | Jugoslavija |                       | –     | 14.400      | 38:103/134 |
|         | Nikola Sivački      | Beograd     | Jugoslavija | 381-11-699784         | 22-07 | 14.400      | 38:103/136 |
|         | Boris Gonev         | Skopje      | Makedonija  | 389-91-225280         | 00-24 | 2.400       | 38:108/131 |
|         | Robert Mileski      | Struga      | Makedonija  | 389-96-71668          | 23-06 | 14.400      | 38:108/138 |
|         | Igor Ispanović      | Subotica    | Jugoslavija | 381-24-553746         | 14-08 | 28.800      | 38:111/141 |
|         | Marjan Strkoski     | Bitola      | Makedonija  | 389-97-25382          | 23-06 | 14.400      | 38:108/144 |
|         | Predrag Marković    | Beograd     | Jugoslavija | 381-11-587559         | 21-05 | 14.400      | 38:103/145 |
|         | Zlatko Stojanović   | Kragujevac  | Jugoslavija | 381-34-557529         | 23-06 | 14.400      | 38:101/146 |
|         | Miloš Mitić         | Beograd     | Jugoslavija | 381-11-493507         | 23-08 | 14.400      | 38:103/149 |
| 90      | Siniša Burina       | Beograd     | Jugoslavija | 381-11-503036         | 16-07 | 28.800      | 38:103/150 |
|         | Zlatko Bleha        | Bela Crkva  | Jugoslavija | 381-13-851905         | 23-06 | 14.400      | 38:103/151 |
|         | Jelena Đorđević     | Beograd     | Jugoslavija | 381-11-191762         | 19-09 | 33.600      | 38:103/152 |
|         | Dejan Stepanović    | Zemun Polje | Jugoslavija | 381-11-2355021        | 23-06 | 33.600      | 38:103/153 |
|         | Danil Maljoković    | Beograd     | Jugoslavija | 381-11-543795         | 22-08 | 33.600      | 38:103/155 |
|         | Marko Živanović     | Niš         | Jugoslavija | 381-18-61326          | 23-07 | 14.400      | 38:101/157 |
|         | Vuk Vujović         | Beograd     | Jugoslavija | 381-11-581376         | 22-07 | 14.400      | 38:103/158 |
|         | Sasa Gosović        | Beograd     | Jugoslavija | 381-11-661178         | 22-07 | 14.400      | 38:103/161 |
|         | Vladimir Jovanović  | Užice       | Jugoslavija | 381-31-28687          | 00-24 | 14.400      | 38:101/163 |
|         |                     | Subotica    | Jugoslavija | 381-24-552552         | 00-24 | 28.800      | 38:111/165 |
|         | Zoran Doroslovac    | Novi Sad    | Jugoslavija | 381-21-341102         | 00-24 | 28.800      | 38:111/166 |
|         | Slavko Pantelić     | Novi Sad    | Jugoslavija | 381-21-55980          | 22-07 | 14.400      | 38:111/167 |
|         | Strahinja Bojović   | Novi Sad    | Jugoslavija | vortex.redirectme.net | 00-24 | 14.400      | 38:111/147 |
|         | Lazar Obradović     | Kragujevac  | Jugoslavija | 381-34-44783          | 23-06 | 14.400      | 38:101/168 |
|         | Raša Sujić          | Obrenovac   | Jugoslavija | 381-11-8723237        | 21-07 | 33.600      | 38:101/nnn |
| [ 1 ]   | Danilo Vukotić      | Beograd     | Jugoslavija | 381-11-788733         | 23-05 | 33.600      | 38:103/182 |

Mapa povezivanja iz 1995. godine.

## Modernizacija i obnova
Prva SETNet prezentacija je postavljena 8. septembra 1996. na FON server. 
SETNet je praktično prestao sa radom početkom rata 1999. godine. Pokušaj obnove u nekoliko navrata nije uspeo. U okviru Web prezentacije je forum, koji je postavljen 16. aprila 2007. Na forumu su sve nekadašnje SETNet konferencije, ali sa ukupno oko 2000 poruka, od kojih je većina (1865) u NET.CLUB i mahom su podesćanje na staru slavu.
U mreži su sada (podatak od 29. aprila 2007.) samo dva BBS-a (Vortex BBS i Tritan BBS) i njima se ne može pristupiti preko modema, već samo preko TCP/IP.

## Značaj
Nesumnjiv je veliki značaj koji je SETNet imao u vremenu svog aktivnog postojanja. Svi jugoslovenski računarski časopisi su pisali o SETNet-u, bilo ga je na radiju i TV, a najviše ga je bilo u konferencijama koje su imale karakterističan i simboličan prefiks „NET.”.
Od jednog amaterskog sistema koji je bez mnogo novca izgrađen na zavidnom nivou, SETNet je polako prerastao u veoma moćan medijum. U junu 1992. protok pošte je bio 3-4 poruke dnevno. U junu 1995. protok je oko 12000 poruka mesečno, što ovu mrežu stavlja u sam vrh popularnosti na jugoslovenskim prostorima.
Svako ko je aktivno koristio modem znao je za SETNet. Svaki sisop koji bi otvorio BBS želeo je da BBS poveže u SETNet, svako ko je želeo da popriča o njemu interesantnim temama, išao je na SETNet, jer je tu uvek mogao da nađe sagovornike.

## Spoljašnje veze
U ovom članku korišćen je materijal:
- O SETNet-u
- O SETNet-u na blogu jednog od osnivača, Predraga Supurovića
- Arhivirana službena stranica SETNet-a,  (pristupljeno 18. 05. 2014.)
- Arhivirana stranica foruma SETNet-a,  (pristupljeno 18. 05. 2014.)

1. ↑  https://web.archive.org/web/20040524083308/http://www.edupower.co.yu/